# 1859 Kovalevskaya
1859 Kovalevskaya là một tiểu hành tinh được nhà thiên văn học Zhuravlyova phát hiện ra vào ngày 4 tháng 9 năm 1972. Nó được đặt theo tên của nhà toán học Nga Sofia Kovalevskaya. Nó có đường kính 46.02 km.